# 亨利·休斯·威尔逊
亨利·休斯·威尔逊爵士（1864年5月5日—1922年6月22日）；GCB，DSO，（Sir Henry Hughes Wilson；1864年5月5日—1922年6月22日），英國陸軍元帥。生于爱尔兰朗福德郡埃奇沃斯。早期他靠著後門關係成為朗福德郡民兵軍官，之後調往印度。1887年他跟著部隊參與第三次英緬戰爭時被打傷左眼，嚴重的傷勢使他被迫回愛爾蘭休養一整年，由於傷口未曾癒合造成的毀容，他被人戲稱為「英國陸軍最醜的男人」。
經過幾年在參謀學院的進修，1907年威爾遜擔任坎伯利參謀学院院长。於院長任中他大力鼓吹德國威脅論，警告學生日後德軍必定經由比利時入侵法國。同時他推動英國陸軍與法國陸軍，特別是參謀本部之間的合作。戰前曾多次訪問同為陸軍大學校長的費迪南·福煦，兩人因此結為莫逆之交。1910年任英國陸軍部軍事作戰局長，負責規劃戰前所有與法國協同作戰的計畫細節，其中他準確預測到德軍將以五分之四的兵力從右翼越過比利時和俄國動員速度的緩慢，從而說服內閣決定當戰爭爆發時，英國必須派遣遠征軍與法軍聯合作戰而非海軍熱衷的封鎖戰略。
1914年曾任約翰·弗倫奇將軍在戰役中的顧問，但之後與海格等陸軍將領交惡而未獲重用。1918年擔任帝國參謀總長。1919年晉陞元帥，曾是英國史上最年輕的非王室出身陸軍元帥(此紀錄於1944年被哈羅德·亞歷山大打破)。
1922年威爾遜离开军队后任下议院议员，並成為從男爵。戰後的幾年內他獲頒大量的勳章彰顯其殊榮，另外，牛津大學，劍橋大學，都柏林三一學院和貝爾法斯特女王大學都先後賦予他榮譽學位。他主张武力镇压爱尔兰民族主义组织新芬党，1922年在伦敦被两名新芬党员暗杀。